# Єврейський національний цвинтар у Севастополі
Єврейський національний цвинтар — пам'ятка історії, на якому поховані представники єврейської національності. Цвинтар знаходиться на території міста Севастополя, на вулиці Пожарова. Заснований у 1856 році, закритий у 1965 році, останнє поховання датується 1971 роком. Поруч із цвинтарем розташований Караїмський національний цвинтар в Севастополі.

## Історія
Єврейське національне кладовище виникло після завершення Кримської війни у 1856 році. Під час Оборони Севастополя повністю знищено старе єврейське кладовище. У 1897 році єврейська громада Севастополя звернулась у міську думу з проханням нового розмежування землі, для розширення кладовища.
|  | ...місце поблизу херсонеської дороги під кладовище в теперішній час майже все зайнято могилами. Оригінальний текст (рос.) …место близ херсонесской дороги под кладбище в настоящее время почти все уже занято могилами. |

Через обставини зайнятості великої частки землі єврейське, караїмське та магометанське кладовища розташувались поруч в Цвинтарній балці північно-західної Рудольфової гори. У 1887 році цвинтар нанесено на генеральний план Севастополя. Найбільшої шкоди та зруйнувань завдав землетрус 12 вересня 1927 року та злива 1 вересня 1928 року. Попри зруйнування Севастополя у німецько-радянському збройному конфлікті Другої світової війни, кладовище прожовувало свою роботу до кінцевого закриття 1 березня 1965 року. Станом на 2015 рік єврейський національний цвинтар знаходиться у занедбаному стані. У центрі кладовища знаходиться будинок-каплиця, яку побудовано та освячено на початку ХХ століття.

## Поховання
Після досліджень проведених у 1990 році, на кладовищі зафіксовано 1772 могил, що мають ознаки надмогильних споруд, але тільки на 547 з них можна прочитати прізвища похованих. На інших майже 33 % поховань позначені тільки могильними горбиками. Збережені надгробки розділені на 10 типів надгробків, епітафії російською, єврейською та двомовні, які в свою чергу поділяють на 25 груп. Наприклад: це надгробки у вигляді квітника, встановлені в основному до 1917 року, горизонтальні надгробки у вигляді плити з меморіальною дошкою, з похилим піднесенням, у вигляді стели, піраміди або обеліска, а також у вигляді саркофагу, що відносяться до найбільш стародавніх за типом.

## Цікаві факти
- Найбільш раннє збережене поховання датується 1866 роком[1].
- Остання поховання датується 1971 роком, при чому цвинтар офіційно закритий у 1965 році[1].
- Приблизно 7 % збережених надгробків відносяться до 1917 року, більшість з яких знищено до Другої світової війни[1].